# Caladenia concinna
Caladenia concinna är en orkidéart som först beskrevs av Herman Montague Rucker Rupp, och fick sitt nu gällande namn av David Lloyd Jones och Mark Alwin Clements. Caladenia concinna ingår i släktet Caladenia och familjen orkidéer. Inga underarter finns listade i Catalogue of Life.